# Alfred Hilbe
Alfred Hilbe (Gmunden, 22 luglio 1928 – Feldkirch, 31 ottobre 2011) è stato un politico liechtensteinese.
Dal marzo 1970 al marzo 1974 è stato il Capo del Governo del Liechtenstein.